# بيتا جين مورغاترويد
بيتا جين مورغاترويد (بالإنجليزية: Peta Murgatroyd)‏ هي راقصة لاتينية أسترالية وامريكية محترفة، ولدت في 14 يوليو 1986 في أوكلاند في نيوزيلندا.

## وصلات خارجية
- بيتا مورغاترويد على موقع IMDb (الإنجليزية)
- بيتا مورغاترويد على موقع قاعدة بيانات الفيلم (الإنجليزية)